# Linda Kvam
Pour l’article homonyme, voir Kvam.
Linda Kvam est une chanteuse norvégienne née le 7 juin 1972 à Tønsber.

## Biographie

### Enfance et formation
Linda Kvam est originaire de Tønsberg, en Norvège.

### Carrière
Linda Kvam joue dans des groupes depuis l’âge de 15 ans.
En 2003, Linda Kvam a participé au Melodi Grand Prix (ESC national en Norvège) avec la chanson « You’ve Got A Hold On Me »,.